# Fernanda Souza (álbum)
Fernanda Souza é o único álbum da atriz Fernanda Souza, lançado em 21 de março de 1999, sob o selo EMI.

## Gravação e lançamento
Este álbum marca o primeiro lançamento solo da artista, que anteriormente havia participado das trilhas sonoras da novela Chiquititas.  Nessas produções, entretanto, a artista apenas dublou as canções, sem participar das gravações vocais. Neste álbum, ela apresenta pela primeira vez sua voz real em uma gravação.
Inicialmente, Fernanda e sua mãe informaram à gravadora que a artista não cantava, o que gerou surpresa. Mesmo assim, a gravadora optou por seguir com o projeto, colocando-a para cantar.
O álbum foi produzido por Zé Henrique e Arnaldo Saccomani, com direção de Torquato Mariano. Contém 10 faixas, sendo a última um medley de três canções de "Chiquititas", originalmente presentes nos álbuns Chiquititas de 1997 e Chiquititas 2 de 1998.
A faixa "Sonho de Amor" é uma regravação de uma canção originalmente interpretada por Patricia Marx, lançada em 1990 no álbum Incertezas.

## Recepção comercial
O álbum vendeu ao todo 100 mil cópias.

## Singles
"Primeiro Amor" foi liberado em 10 de março de 1999 como primeiro e único single do álbum.

## Faixas
1. Terra do Amor (Carlos Colla) - 4:14
2. Primeiro Amor (Hal Batt) - 4:06
3. Se Você Disser OK (Alex Gill) - 2:54
4. Te Encontrar - 3:24
5. Mudar Geral - 4:13
6. Sonho de Amor (Paulo Massadas / Michael Sullivan) - 4:50
7. Adolescente - 2:21
8. Quem Quiser Sonhar - 3:29
9. Vamos Começar - 3:32
10. Medley: Me Passam Coisas / Tudo, Tudo / Remexe - 4:57